# Zofia Kielan-Jaworowska
Zofia Emilia Kielan-Jaworowska (Sokołów Podlaski, 25 de abril de 1925 – Varsóvia, 13 de março de 2015) foi uma paleontóloga polonesa. Em meados da década de 1960 Kielan-Jaworowska liderou uma série de expedições paleontólogicas ao deserto de Gobi, Mongólia. Kielan-Jaworowska foi a primeira mulher a servir no comitê executivo da União Internacional de Ciências Geológicas.

## Biografia
Kielan-Jaworowska iniciou seus estudos logo após o término da Segunda Guerra Mundial, como o departamento de geologia da Universidade de Varsóvia tinha sido destruído em 1939, ela frequentou as aulas no apartamento de Roman Kozłowski. Posteriormente ela tirou um mestrado em zoologia e o doutorado em paleontologia pela Universidade de Varsóvia, onde tornou-se professora. Casou-se com Zbigniew Jaworowski, professor de radiobiologia, em 1958.

## Paleontologia
Kielan-Jaworowska trabalhava no Instituto de Paleobiologia da Academia de Ciências da Polônia. Ela ocupou inúmeros cargos em organizações de classe na Polônia e nos Estados Unidos, e foi a primeira mulher a integrar o comitê executivo da União Internacional de Ciências Geológicas, onde ocupou a vaga de vice-presidente de 1980 a 1989. Foi também vice-presidente da International Paleontological Association de 1980 a 1992, e presidente do conselho científico do Instituto de Paleobiologia da Academia de Ciências da Polônia de 1996 a 1998, onde ingressou como membro em 1967. Foi membro da Sociedade Geológica Polonesa, em Cracóvia, desde 1949, da Palaeontological Association do Reino Unido, da Academia Europaea desde 1991 e da Sociedade Norueguesa de Paleontologia desde 1987, onde ocupou o cargo de presidente entre 1989 e 1994. Foi membro honorária da Sociedade Copérnico de Naturalistas Poloneses da Polônia, da Linnean Society do Reino Unido e da Sociedade de Paleontologia de Vertebrados dos Estados Unidos. Foi também membro estrangeira da Academia Norueguesa de Literatura e Ciências desde 1989.
Zofia Kielan-Jaworowska estudou invertebrados paleozoicos de 1949 a 1963, especialmente trilobitas do Devoniano e Ordoviciano da Europa Central (Polônia e República Checa) e poliquetas do Siluriano. Entre 1961 e 1970, liderou expedições paleontológicas ao deserto de Gobi, na Mongólia. De 1963 até a sua morte se dedicou ao estudo de mamíferos do Mesozoico. Também publicou trabalhos com répteis, incluindo dinossauros. Ela é autora do livro Hunting for Dinosaurs de 1974 e In pursuit of early mammals de 2013, e coautora do Mesozoic Mammals. The First Two-thirds of Mammalian History de 1979 e do Mammals from the Age of Dinosaurs de 2004.

## Prêmios e honrarias
- Cruz de Oficial da Ordem da Polônia Restituta (1966)
- Cruz de Comendador da Ordem da Polônia Restituta (1973)
- Cruz da Revolta de Varsóvia (1985)
- Doutorado honorário da Universidade de Camerino, Itália (1989)
- Prêmio Alfred Jurzykowski da Fundação Kosciuszko, em Nova York (1994)
- Walter Granger Memorial Award - Prêmio pela atividade na exploração paleontológica nos Estados Unidos (1988)
- Medalha Romer-Simpson (1995) - a mais alta honraria concedida pela Sociedade de Paleontologia de Vertebrados nos Estados Unidos
- Cruz do comandante com a estrela da Ordem da Polônia Restituta (2002)
- Prêmio da Fundação para a Ciência Polonesa (2005)

## Publicações

### Livros
- — (1974). Hunting for dinosaurs. Cambridge: MIT Press. 178 páginas. ISBN 0262610078
- Lillegraven, J.A.; —; Clemens, W.A. (eds.) (1979). Mesozoic Mammals. The First Two-thirds of Mammalian History. Berkeley: University of California Press. 321 páginas. ISBN 0520039513
- —; Cifelli, R.L.; Luo, Z.-X. (2004). Mammals from the age of dinosaurs. origins, evolution, and structure. Nova York: Columbia University Press. 700 páginas. ISBN 0-231-11918-6
- — (2013). In pursuit of early mammals. Bloomington, Indiana: Indiana University Press. 272 páginas. ISBN 978-0-253-00817-6

### Periódicos
- — (1979). «Pelvic structure and nature of reproduction in Multituberculata». Nature. 277 (5695): 402–403. doi:10.1038/277402a0
- — (1980). «Absence of ptilodonoidean multituberculates in Asia and its paleogeographic implications». Lethaia. 13 (2): 169–175. doi:10.1111/j.1502-3931.1980.tb01047.x
- Fosse, G.; —; Skaale, S. G. (1985). «The microstructure of tooth enamel in multituberculate mammals». Palaeontology. 28: 435–449
- —; Presley, R.; Poplin, C. (1986). «Cranial vascular system in taeniolabidoid multituberculate mammals». Transactions of the Royal Society of London , B. Biological Sciences. 313 (1164): 525–602. doi:10.1098/rstb.1986.0055
- —; Dashzeveg, D.; Trofimov, B. A. (1987). «Early Cretaceous multituberculates from Asia and a comparison with British and North American Jurassic forms». Acta Palaeontologica Polonica. 32: 3–47
- —; Crompton, A. W.; Jenkins F. A. (1987). «The origin of egg laying mammals». Nature. 326 (6116): 871–873. doi:10.1038/326871a0
- Hopson, J. A.; —; Allin, E. F. (1989). «The cryptic jugal in multituberculates». Journal of Vertebrate Paleontology. 9 (2): 201–209. doi:10.1080/02724634.1989.10011754
- —; Nesov, L. A. (1990). «On the metatherian nature of the Deltatheroida, a sister group of the Marsupialia». Lethaia. 23 (1): 1–10. doi:10.1111/j.1502-3931.1990.tb01776.x
- —; Ensom, P. (1992). «Multituberculate mammals from the Purbeck Limestone Formation (Late Jurassic) of Southern England». Palaeontology. 36: 95–126
- Krause, D. W.; —; Bonaparte, J. F. (1992). «Ferugliotherium the first multituberculate from South America». Journal of Vertebrate Paleontology. 12 (3): 351–376. doi:10.1080/02724634.1992.10011465
- —; Ensom, P. C. (1994). «Tiny plagiaulacoid multituberculate mammals from the Purbeck Limestone Formation of Dorset, England». Palaeontology. 37: 17–31
- — (1997). «Characters of multituberculates neglected in phylogenetic analyses of early mammals». Lethaia. 29 (3): 249–266. doi:10.1111/j.1502-3931.1996.tb01658.x
- —; Cifelli, R.; Luo, Z. (1998). «Alleged Cretaceous placental from down under». Lethaia. 31 (3): 267–268. doi:10.1111/j.1502-3931.1998.tb00516.x
- Luo: Z.-X.; Cifelli, R. L.; — (2001). «Dual origin of tribosphenic mammals». Nature. 409 (6816): 53–57. PMID 11343108. doi:10.1038/35051023
- —; Hurum, J. H. (2001). «Phylogeny and systematics of multituberculate mammals». Palaeontology. 44 (3): 389–429. doi:10.1111/1475-4983.00185